# Остапівська сільська рада (Лугинський район)
Остапівська сільська рада — колишня адміністративно-територіальна одиниця та орган місцевого самоврядування у Лугинському і Коростенському районах Коростенської і Волинської округ, Київської й Житомирської області Української РСР та України з адміністративним центром у с. Остапи.

## Населені пункти
Сільській раді були підпорядковані населені пункти:
- с. Остапи
- с. Кам'яна Гірка

## Населення
Кількість населення ради станом на 1923 рік становила 1 241 особу, кількість дворів — 250.
Кількість населення сільської ради, станом на 1924 рік, становила 1 363 особи.
Відповідно до результатів перепису населення СРСР, кількість населення ради, станом на 12 січня 1989 року, становила 613 осіб.
Станом на 5 грудня 2001 року, відповідно до перепису населення України, кількість мешканців сільської ради становила 489 осіб.

## Склад ради
Рада складалася з 12 депутатів та голови.

### Керівний склад сільської ради
| ПІБ                         | Основні відомості                                                         | Дата обрання | Дата звільнення |
| --------------------------- | ------------------------------------------------------------------------- | ------------ | --------------- |
| Захарчук Валентина Іванівна | Сільський голова, 1954 року народження, освіта, позапартійна              | 26.03.2006   | 31.10.2010      |
| Захарчук Валентина Іванівна | Сільський голова, 1954 року народження, освіта вища, член народної партії | 31.10.2010   |                 |

Примітка: таблиця складена за даними джерела

## Історія
Створена 1923 року в складі сіл Кам'яна Гірка та Остапи Лугинської волості Коростенського повіту Волинської губернії. Станом на 17 грудня 1926 року в підпорядкуванні ради числилися хутори Взлісся, Заброддя, Криниці, Ліски, Рокитне. На 1 жовтня 1941 року у підпорядкуванні числився х. Супорне, хутори Взлісся, Заброддя, Криниці, Рокитне не перебували на обліку населених пунктів.
Станом на 1 вересня 1946 року сільська рада входила до складу Лугинського району Житомирської області, на обліку в раді перебували села Кам'яна Гірка та Остапи, хутори Ліски та Супорне не значилися нас обліку населених пунктів.
На 1 січня 1972 року сільська рада входила до складу Лугинського району Житомирської області, на обліку в раді перебували села Кам'яна Гірка та Остапи.
Ліквідована 30 грудня 2016 року через об'єднання до складу Лугинської селищної територіальної громади Лугинського району Житомирської області.
Входила до складу Лугинського (7.03.1923 р., 8.12.1966 р.) та Коростенського (30.12.1962 р.) районів.